# 596
596 (DXCVI) var ett skottår som började en söndag i den julianska kalendern.

## Händelser

### Okänt datum
- Toltekerna erövrar Cholula.
- Kung Æthelbert av Kent inbjuder missionärer att besöka hans kungarike.
- Gregorius I sänder Augustinus av Canterbury att konvertera anglosaxarena till kristendomen.

## Födda
- Gao Jifu, kinesisk kansler i Tangdynastin (död 654)

## Avlidna
- Mars – Childebert II, frankisk kung av Austrasien sedan 575 samt av Paris och Burgund sedan 592